# Інґмара Балоде
Інґмара Балоде (латис. Ingmāra Balode; нар. 1981) — латиська поетеса й перекладач поезії, співредактор літературно-філософського порталу ¼ Satori та однойменного видавництва.
Вчилася в Коледжі прикладного мистецтва (на скульптора), закінчила відділення польської культури Латвійській академії культури.
Перекладає головно польську поезію XX—XXI ст. та сучасну американську поезію (зокрема таких авторів як Дорота Масловська, Е. Е. Каммінґс, Адам Заґаєвський, Джеймс Скайлер та ін.). Поза тим перекладає також поезію з чеської, словацької та російської.

## Нагороди
- 2007 — «Найкращий дебют року» (приз Союзу письменників Латвії за книгу віршів «Льодяники, якими можна порізати язик» (Ledenes, ar kurām var sagriezt mēli)